# Майти Джо Янг
Джозеф Янг-младший (англ. Joseph Young Jr.), известный как Майти (Могучий) Джо Янг (англ. Mighty Joe Young; 23 сентября 1937, Шривпорт, Луизиана, США — 24 марта 1999, Чикаго, Иллинойс, США) — американский блюзовый гитарист, певец и автор песен. Номинант Blues Music Awards в номинациях «Альбом соул-блюза» (1998), «Исторический блюзовый альбом» (2003).

## Биография
Джозеф Янг родился в Шривпорте, штат Луизиана в 1927 году. В 1940-е был боксёром-любителем, некоторое время выступал в Лос-Анджелесе.
Переехал в Милуоки примерно в 1945 году. Начал свою музыкальную карьеру в начале 1950-х годов, выступая в ночных клубах Милуоки, и взяв свой сценический псевдоним в честь одноимённого фильма. 
В 1955 году он вернулся в Луизиану, где на Jiffy Records записал свой первый сингл «Broke Down Hearted And Disgusted»/«You Been Cheatin' Me». До 1957 года оставался в Луизиане, работая и записываясь как сайдмен, в частности с T. V. Slim. В 1957 году переехал в Чикаго где создал собственную группу Mighty Joe Young and His Band. В течение 1960-х он продолжал записывать синглы под своим собственным именем для небольших лейблов, но в основном работал как сайдмен, в частности с такими музыкантами как Вилли Диксон, Отис Раш, Джимми Роджерс, Билли Бой Арнольд, Джимми Доукинс. В середине 1960-х присоединился к группе Мэджика Сэма и записался на трёх альбомах группы. В 1969 году выступал вместе с Коко Тейлор на первом фестивале блюза в Чикаго
В 1971 году подписал контракт с Delmark Records, которая выпустила его дебютный альбом Blues with a Touch of Soul, записанный с участием пианиста Джонни Уокера. Альбом описывался как: «В Blues With A Touch Of Soul Янг продемонстрировал свое мастерство в длинных, бессвязных партиях однострунной гитары в стиле, который впоследствии назовут стилем Вест-Сайда, а также привлекательно зернистый голос и пристрастие к четкой оркестровке соул-музыки 1960-х годов». В дальнейшем в 1970-е регулярно записывался на различных лейблах, в том числе на европейских и в 1970-х — 1980-х регулярно выступал в клубах Чикаго, в частности в пабе Wise Fools, нечасто гастролируя по США и Европе. Песня Майти Джо Янга «Turning Point» была использована в художественном фильме «Вор» (1981), снятом Майклом Манном.
В 1986 году он начал работу над альбомом, но боли в спине и шее потребовали проведения операции на позвоночнике, после которой музыкант был вынужден даже учиться ходить. Кроме того, у музыканта развилось онемение пальцев, что повлияло на его способности к игре на гитаре, и сделало невозможным продолжение карьеры. Майти Джо Янг по мере сил продолжал работу над альбомом, который Blind Pig Records в 1997 году выпустила под названием Mighty Man, в записи которого принял участие Билли Бранч. Альбом был номинирован на Blues Music Awards 1998 года на звание лучшего альбома соул-блюза.  В 1998 году он перенес еще одну операцию на позвоночнике в попытке восстановить чувствительность пальцев, но умер в 1999 году после развития пневмонии.
В 2003 году его альбом Mighty Joe Young 1976 года был номинирован на Blues Music Awards в категории «Исторический блюзовый альбом». Про этот альбом Роберт Кристгау написал: «Если бы голос Янга не был таким грубоватым и повседневным, как его гитара, он мог бы представлять угрозу — у него есть талант к блюзовой тематике, от тёщи до барбекю и всего, что можно купить за деньги. Даже с вмешивающимся дурацким струнным синтезатором это крепкий, каверовый альбом».
«Игра и пение Янга во многом были мостиком между звучанием чикагских блюзовых групп, которые взрастили его в ранние годы, и соул-музыкой»
Вилли Диксон сказал, что «У него [Янга] традиционное звучание, которое он умеет смешивать с очень современным стилем».

## Дискография

### Сольные альбомы
- Blues with a Touch of Soul (Delmark Records), 1971
- Legacy of the Blues, vol. 4 (Sonet Records), 1972
- Chicken Heads (Ovation Records), 1974
- Mighty Joe Young (Ovation Records), 1976
- Bluesy Josephine (Black and Blue), 1976
- Love Gone (Ovation Records), 1978
- Live at the Wise Fools Pub (Aim Trading Group), 1978
- Mighty Man (Blind Pig Records), 1997

### С Мэджиком Сэмом
- West Side Soul (Delmark, 1967)
- Black Magic (Delmark, 1968)
- The Magic Sam Legacy (Delmark, 1967/68)